# Estola annulata
Estola annulata là một loài bọ cánh cứng trong họ Cerambycidae.